# Westlake (Floride)
Pour les articles homonymes, voir Westlake.
Westlake est une ville américaine située dans le comté de Palm Beach en Floride.

## Géographie
Westlake se trouve au nord de Loxahatchee Groves et à l'ouest de Loxahatchee.

## Histoire
En 2016, Minto Communities prévoit la création de 4 500 maisons sur 4 000 acres (16,19 km2) d'anciens vergers d'agrumes. Pour éviter que la commission du comté de Palm Beach n'impose des règles d'urbanisme trop contraignantes, la société fait du lobbying pour créer une nouvelle municipalité. Le 20 juin 2016, les cinq électeurs inscrits dans le Seminole Improvement District votent en faveur de la création de la municipalité, qui prend effet le 1er août suivant.
Au printemps 2017, Mingo commence la construction d'un centre commercial et de maisons-témoins. En décembre 2019 plus du tiers des maisons initialement prévues sont en construction, le prix modéré de ces habitations attirant les familles de la région.